# Lista över Storbritanniens regenter

Storbritanniens kungliga vapensköld sedan drottning Viktorias tillträde (1837), innehållande Englands kungliga vapen i första och fjärde fältet, Skottlands i det andra och Irlands i det tredje. I Skottland används en separat version (visad till höger), där Skottlands vapensköld har företräde. Orden på Englands sköld (Dieu et mon droit) är franska och betyder "Gud och min rätt", medan orden på Skottlands (Nemo me impune lacessit) är latin och betyder "Ingen anfaller mig ostraffat".

Lista över Storbritanniens regenter omfattar de hittills 13 personer, varav tre kvinnor och tio män, som har varit monark över Storbritannien. Kungariket Storbritannien grundades den 1 maj 1707 genom sammanslagning av kungariket England och kungariket Skottland, som hade varit i personalunion under ätten Stuart sedan 24 mars 1603. Den 1 januari 1801 sammanslogs Storbritannien med kungariket Irland och bildade därmed Förenade kungariket Storbritannien och Irland. Sedan det mesta av Irland hade lämnat unionen den 6 december 1922 ändrades namnet den 12 april 1927 till Förenade kungariket Storbritannien och Nordirland.

## Ätten Stuart
Trots att monarkin återupprättades 1660 visade det sig att någon stabil uppgörelse inte var möjlig innan den ärorika revolutionen 1688, då parlamentet slutligen erhöll rätten att utse vem man ville till monark.
| Namn Svenska · Engelska | Bild | Födelse                                                                                     | Tillträde                                                                                               | Frånträde                                   | Död                                         | Källor      |
| ----------------------- | ---- | ------------------------------------------------------------------------------------------- | --- | ------------------------------------------- | ------------------------------------------- | ----------- |
| Anna (Anne)             |      | 6 februari 1665 på slottet St. James's Palace dotter till Jakob II av England och Anne Hyde | Regerande drottning 1 maj 1707 efter att tidigare ha varit regerande drottning av England och Skottland | 1 augusti 1714 på slottet Kensington Palace | 1 augusti 1714 på slottet Kensington Palace | [ 2 ] [ 3 ] |
| Namn Svenska · Engelska | Bild | Födelse                                                                                     | Tillträde                                                                                               | Frånträde                                   | Död                                         | Källor      |

## Ätten Hannover
Den hannoverska tronföljden tillkom genom den så kallade Uppgörelseakten (1701), antagen av Englands parlament. I utbyte mot tillgång till de engelska plantagerna i Nordamerika, ratificerades den hannoverska tronföljden och unionen av Skottlands parlament 1707.
Sedan Anna hade dött utan några levande arvingar var Georg I, som var son till Sofia av Pfalz, som i sin tur var dotterdotter till Jakob I av England/Jakob VI av Skottland genom dennes dotter Elisabet Stuart, den närmaste protestantiske arvingen till tronen.
| Namn Svenska · Engelska | Bild | Födelse | Tillträde | Frånträde                                                             | Död                                                                   | Källor        |
| ----------------------- | ---- | --- | --- | --------------------------------------------------------------------- | --------------------------------------------------------------------- | ------------- |
| Georg I (George I)      |      | 28 maj 1660 på slottet Leineschloss i Hannover son till kurfurst Ernst August av Hannover och Sofia av Pfalz        | Kung 1 augusti 1714 vid Annas död                                                                                     | 11 juni 1727 i Osnabrück                                              | 11 juni 1727 i Osnabrück                                              | [ 4 ] [ 5 ]   |
| Georg II (George II)    |      | 30 oktober 1683 på slottet i Herrenhausen i Hannover son till Georg I och Sofia Dorotea av Celle                    | Kung 11 juni 1727 vid Georg I:s död                                                                                   | 25 oktober 1760 på slottet Kensington Palace                          | 25 oktober 1760 på slottet Kensington Palace                          | [ 6 ] [ 7 ]   |
| Georg III (George III)  |      | 4 juni 1738 i kungliga residenset Norfolk House son till Georg II:s son Fredrik och Augusta av Sachsen-Gotha        | Kung 25 oktober 1760 vid Georg II:s död                                                                               | 29 januari 1820 på slottet Windsor Castle                             | 29 januari 1820 på slottet Windsor Castle                             | [ 8 ] [ 9 ]   |
| Georg IV (George IV)    |      | 12 augusti 1762 på slottet St. James's Palace son till Georg III och Charlotte av Mecklenburg-Strelitz              | Regent 5 februari 1811 då Georg III omyndigförklarades på grund av galenskap Kung 29 januari 1820 vid Georg III:s död | 26 juni 1830 i Windsor i Berkshire                                    | 26 juni 1830 i Windsor i Berkshire                                    | [ 10 ] [ 11 ] |
| Vilhelm IV (William IV) |      | 21 augusti 1765 på slottet Buckingham Palace son till Georg III och Charlotte av Mecklenburg-Strelitz               | Kung 26 juni 1830 vid Georg IV:s död                                                                                  | 20 juni 1837 på slottet Windsor Castle                                | 20 juni 1837 på slottet Windsor Castle                                | [ 12 ] [ 13 ] |
| Viktoria (Victoria)     |      | 24 maj 1819 på slottet Kensington Palace dotter till Georg III:s son Edvard och Viktoria av Sachsen-Coburg-Saalfeld | Regerande drottning 20 juni 1837 vid Vilhelm IV:s död                                                                 | 22 januari 1901 på kungliga residenset Osborne House på Isle of Wight | 22 januari 1901 på kungliga residenset Osborne House på Isle of Wight | [ 14 ] [ 15 ] |
| Namn Svenska · Engelska | Bild | Födelse | Tillträde | Frånträde                                                             | Död                                                                   | Källor        |

## Ätten Sachsen-Coburg-Gotha
Trots att Edvard VII var Viktorias son och tronarvinge räknades han som tillhörig sin fars ätt, vilken därvid även blev ny brittisk kungaätt.
| Namn Svenska · Engelska | Bild | Födelse | Tillträde                              | Frånträde                               | Död                                     | Källor        |
| ----------------------- | ---- | --- | -------------------------------------- | --------------------------------------- | --------------------------------------- | ------------- |
| Edvard VII (Edward VII) |      | 9 november 1841 på slottet Buckingham Palace son till drottning Viktoria och Albert av Sachsen-Coburg-Gotha | Kung 22 januari 1901 vid Viktorias död | 6 maj 1910 på slottet Buckingham Palace | 6 maj 1910 på slottet Buckingham Palace | [ 16 ] [ 17 ] |
| Namn Svenska · Engelska | Bild | Födelse | Tillträde                              | Frånträde                               | Död                                     | Källor        |

## Ätten Windsor
Ättenamnet Windsor antogs 1917 under första världskriget. Det ändrades från Sachsen-Coburg-Gotha på grund av de antityska stämningarna i Storbritannien under kriget.
| Namn Svenska · Engelska     | Bild | Födelse                                                                                           | Tillträde                                              | Frånträde                                                                          | Död                                                                                | Källor        |
| --------------------------- | ---- | ------------------------------------------------------------------------------------------------- | ------------------------------------------------------ | ---------------------------------------------------------------------------------- | ---------------------------------------------------------------------------------- | ------------- |
| Georg V (George V)          |      | 3 juni 1865 på residenset Marlborough House son till Edvard VII och Alexandra av Danmark          | Kung 6 maj 1910 vid Edvard VII:s död                   | 20 januari 1936 på residenset Sandringham House av en överdos av morfin och kokain | 20 januari 1936 på residenset Sandringham House av en överdos av morfin och kokain | [ 18 ] [ 19 ] |
| Edvard VIII (Edward VIII)   |      | 23 juni 1894 på residenset White Lodge son till Georg V och Mary av Teck                          | Kung 20 januari 1936 vid Georg V:s död                 | 11 december 1936 abdikerad för att kunna gifta sig med Wallis Simpson              | 28 maj 1972 i Bois de Boulogne i Paris                                             | [ 20 ] [ 21 ] |
| Georg VI (George VI)        |      | 14 december 1895 på residenset Sandringham House son till Georg V och Mary av Teck                | Kung 11 december 1936 vid Edvard VIII:s abdikation     | 6 februari 1952 på residenset Sandringham House av cancer                          | 6 februari 1952 på residenset Sandringham House av cancer                          | [ 22 ] [ 23 ] |
| Elizabeth II (Elizabeth II) |      | 21 april 1926 i Mayfair dotter till Georg VI och Elizabeth Bowes-Lyon                             | Regerande drottning 6 februari 1952 vid Georg VI:s död | 8 september 2022 på Balmoral Castle i Aberdeenshire, Skottland                     | 8 september 2022 på Balmoral Castle i Aberdeenshire, Skottland                     | [ 24 ] [ 25 ] |
| Charles III (Charles III)   |      | 14 november 1948 på Buckingham Palace son till Elizabeth II och Prins Philip, hertig av Edinburgh | Kung 8 september 2022 vid Elizabeth II:s död           |                                                                                    |                                                                                    | [ 26 ]        |
| Namn Svenska · Engelska     | Bild | Födelse                                                                                           | Tillträde                                              | Frånträde                                                                          | Död                                                                                | Källor        |